# Championnat du monde de vitesse moto 1953
Navigation
Édition précédente Édition suivante
Le Championnat du monde de vitesse moto 1953 est la cinquième saison de vitesse moto organisée par la FIM.

Ce championnat comporte neuf courses de Grand Prix, toutes courues en Europe, pour quatre catégories : 500 cm3, 350 cm3, 250 cm3 et 125 cm3.

## Attribution des points
Les points du championnat sont attribués aux six premiers de chaque course :
- Premier : 8 points
- Second : 6 points
- Troisième : 4 points
- Quatrième : 3 points
- Cinquième : 2 points
- Sixième : 1 point

## Grands Prix
| N° | Course                            | Lieu         | Vainqueur 125 cm³ | Vainqueur 250 cm³ | Vainqueur 350 cm³ | Vainqueur 500 cm³ | Résultat |
| -- | --------------------------------- | ------------ | ----------------- | ----------------- | ----------------- | ----------------- | -------- |
| 1  | Tourist Trophy                    | Île de Man   | Leslie Graham     | Fergus Anderson   | Ray Amm           | Ray Amm           | Résultat |
| 2  | Grand Prix des Pays-Bas           | Assen        | Werner Haas       | Werner Haas       | Enrico Lorenzetti | Geoff Duke        | Résultat |
| 3  | Grand Prix de Belgique            | Spa          |                   |                   | Fergus Anderson   | Alfredo Milani    | Résultat |
| 4  | Grand Prix d'Allemagne de l'Ouest | Schottenring | Carlo Ubbiali     | Werner Haas       | Carlos Bandirola  | Walter Zeller     | Résultat |
| 5  | Grand Prix de France              | Rouen        |                   |                   | Fergus Anderson   | Geoff Duke        | Résultat |
| 6  | Grand Prix d'Ulster               | Dundrod      | Werner Haas       | Reg Armstrong     | Ken Mudford       | Ken Kavanagh      | Résultat |
| 7  | Grand Prix de Suisse              | Bremgarten   |                   | Reg Armstrong     | Fergus Anderson   | Geoff Duke        | Résultat |
| 8  | Grand Prix des Nations            | Monza        | Werner Haas       | Enrico Lorenzetti | Enrico Lorenzetti | Geoff Duke        | Résultat |
| 9  | Grand Prix d'Espagne              | Montjuïc     | Angelo Copeta     | Enrico Lorenzetti |                   | Fergus Anderson   | Résultat |

## Résultats de la saison

### Championnat 1953 catégorie 500 cm³
| Clas. | Pilote              | Pays             | Constructeur | Points | Victoires |
| ----- | ------------------- | ---------------- | ------------ | ------ | --------- |
| 1     | Geoff Duke          | Royaume-Uni      | Gilera       | 38     | 4         |
| 2     | Reg Armstrong       | Irlande          | Gilera       | 24     | 0         |
| 3     | Alfredo Milani      | Italie           | Gilera       | 18     | 1         |
| =     | Ken Kavanagh        | Australie        | Norton       | 18     | 1         |
| 5     | Ray Amm             | Rhodésie du Sud  | Norton       | 14     | 1         |
| 6     | Jack Brett          | Royaume-Uni      | Norton       | 13     | 0         |
| 7     | Dickie Dale         | Royaume-Uni      | Gilera       | 11     | 0         |
| =     | Giuseppe Colnago    | Italie           | Gilera       | 11     | 0         |
| 9     | Fergus Anderson     | Royaume-Uni      | Moto Guzzi   | 8      | 1         |
| 10    | Rod Coleman         | Nouvelle-Zélande | AJS          | 7      | 0         |
| 11    | Carlos Bandirola    | Italie           | MV Agusta    | 6      | 0         |
| 12    | Libero Liberati     | Italie           | Gilera       | 4      | 0         |
| 13    | Bill Doran          | Royaume-Uni      | AJS          | 3      | 0         |
| =     | Derek Farrant       | Royaume-Uni      | AJS          | 3      | 0         |
| 15    | Nello Pagani        | Italie           | Gilera       | 2      | 0         |
| =     | Cecil Sandford      | Royaume-Uni      | MV Agusta    | 2      | 0         |
| 17    | Tommy Wood          | Royaume-Uni      | Norton       | 1      | 0         |
| =     | Peter Davey         | Royaume-Uni      | Norton       | 1      | 0         |
| =     | Ken Mudford         | Nouvelle-Zélande | Norton       | 1      | 0         |
| =     | Hermann Paul Müller | Allemagne        | MV Agusta    | 1      | 0         |

### Championnat 1953 catégorie 350 cm³
| Clas. | Pilote            | Pays             | Constructeur | Points | Victoires |
| ----- | ----------------- | ---------------- | ------------ | ------ | --------- |
| 1     | Fergus Anderson   | Royaume-Uni      | Moto Guzzi   | 34     | 3         |
| 2     | Enrico Lorenzetti | Italie           | Moto Guzzi   | 26     | 2         |
| 3     | Ray Amm           | Rhodésie du Sud  | Norton       | 18     | 1         |
| 4     | Ken Kavanagh      | Australie        | Norton       | 18     | 0         |
| 5     | Jack Brett        | Royaume-Uni      | Norton       | 12     | 0         |
| 6     | Rod Coleman       | Nouvelle-Zélande | AJS          | 9      | 0         |
| 7     | Ken Mudford       | Nouvelle-Zélande | Norton       | 8      | 1         |
| 8     | Bob McIntyre      | Écosse           | AJS          | 6      | 0         |
| =     | Pierre Monneret   | France           | AJS          | 6      | 0         |
| 10    | Duilio Agostini   | Italie           | Moto Guzzi   | 4      | 0         |
| 11    | August Hobl       | Allemagne        | DKW          | 3      | 0         |
| =     | Josef Albisser    | Suisse           | Norton       | 3      | 0         |
| =     | Harry Pearce      | Royaume-Uni      | Velocette    | 3      | 0         |
| 14    | Bill Doran        | Royaume-Uni      | AJS          | 3      | 0         |
| =     | Derek Farrant     | Royaume-Uni      | AJS          | 3      | 0         |
| 16    | Tommy Wood        | Royaume-Uni      | Norton       | 2      | 0         |
| =     | Ernie Ring        | Autriche         | AJS          | 2      | 0         |
| =     | Leo Simpson       | Nouvelle-Zélande | AJS          | 2      | 0         |
| =     | Malcolm Templeton | Royaume-Uni      | AJS          | 2      | 0         |
| 20    | Karl Hoffman      | Allemagne        | DKW          | 1      | 0         |
| =     | Ray Laurent       | Nouvelle-Zélande | Norton       | 1      | 0         |
| =     | Ken Harwood       | Royaume-Uni      | AJS          | 1      | 0         |
| =     | Tony McAlpine     | Australie        | Norton       | 1      | 0         |

### Championnat 1953 catégorie 250 cm³
| Clas. | Pilote            | Pays        | Constructeur | Points | Victoires |
| ----- | ----------------- | ----------- | ------------ | ------ | --------- |
| 1     | Werner Haas       | Allemagne   | NSU          | 28     | 2         |
| 2     | Reg Armstrong     | Royaume-Uni | NSU          | 23     | 2         |
| 3     | Enrico Lorenzetti | Italie      | Moto Guzzi   | 22     | 2         |
| 4     | Fergus Anderson   | Royaume-Uni | Moto Guzzi   | 22     | 1         |
| 5     | Alano Montanari   | Italie      | Moto Guzzi   | 19     | 0         |
| 6     | Ken Kavanagh      | Australie   | Moto Guzzi   | 6      | 0         |
| 7     | Siegfried Wünsche | Allemagne   | DKW          | 6      | 0         |
| 8     | August Hobl       | Allemagne   | DKW          | 6      | 0         |
| 9     | Otto Daiker       | Allemagne   | NSU          | 6      | 0         |
| 10    | Arthur Wheeler    | Royaume-Uni | Moto Guzzi   | 4      | 0         |
| 11    | Walter Reichert   | Allemagne   | NSU          | 3      | 0         |
| 12    | Tommy Wood        | Royaume-Uni | Moto Guzzi   | 3      | 0         |
| 13    | Wolfgang Brandt   | Allemagne   | NSU          | 2      | 0         |
| =     | Sid Willis        | Australie   | Velocette    | 2      | 0         |
| 15    | Umberto Masetti   | Italie      | NSU          | 1      | 0         |
| =     | Rupert Hollaus    | Autriche    | Moto Guzzi   | 1      | 0         |

### Championnat 1953 catégorie 125 cm³
| Clas. | Pilote           | Pays        | Constructeur | Points | Victoires |
| ----- | ---------------- | ----------- | ------------ | ------ | --------- |
| 1     | Werner Haas      | Allemagne   | NSU          | 30     | 3         |
| 2     | Cecil Sandford   | Royaume-Uni | MV Agusta    | 20     | 0         |
| 3     | Carlo Ubbiali    | Italie      | MV Agusta    | 18     | 1         |
| 4     | Angelo Copeta    | Italie      | MV Agusta    | 17     | 1         |
| 5     | Leslie Graham    | Royaume-Uni | MV Agusta    | 8      | 1         |
| 6     | Otto Daiker      | Allemagne   | NSU          | 7      | 0         |
| 7     | Emilio Mendogni  | Italie      | Morini       | 6      | 0         |
| 8     | Wolfgang Brandt  | Allemagne   | NSU          | 5      | 0         |
| 9     | Reg Armstrong    | Royaume-Uni | NSU          | 4      | 0         |
| =     | Rupert Hollaus   | Autriche    | NSU          | 4      | 0         |
| 11    | Luigi Zinzani    | Italie      | Morini       | 3      | 0         |
| 12    | Marcelo Cama     | Espagne     | Montesa      | 2      | 0         |
| =     | Tito Forconi     | Italie      | MV Agusta    | 2      | 0         |
| =     | Arnold Jones     | Royaume-Uni | MV Agusta    | 2      | 0         |
| =     | Walter Reichert  | Allemagne   | NSU          | 2      | 0         |
| =     | Drikus Veer      | Pays-Bas    | Morini       | 2      | 0         |
| 17    | Georg Braun      | Allemagne   | Mondial      | 1      | 0         |
| =     | Paolo Campanelli | Italie      | MV Agusta    | 1      | 0         |
| =     | Karl Lottes      | Allemagne   | MV Agusta    | 1      | 0         |
| =     | Fron Purslow     | Royaume-Uni | MV Agusta    | 1      | 0         |
| =     | Lo Simons        | Pays-Bas    | Mondial      | 1      | 0         |
| =     | Bill Webster     | Royaume-Uni | MV Agusta    | 1      | 0         |